# 玉之江站
玉之江站（日语：／ Tamanoe eki */?）是位在日本愛媛縣西條市、隸屬於四國旅客鐵道（JR四國）的鐵路車站。車站編號為Y35。現時只停靠普通列車。
除了車站附近有少量民居外，沿路皆為農地，因此使用人數並不多。

## 車站結構
60年代初，日本國有鐵道在全國不同的鐵道線上新增大量通勤車站之一。這類車站所服務的人口通常都較少，但仍因有需求而設立，為免需要花大量金錢興建配套設施及預備日後保養之用，這類車站都實行以簡易車站模式運作。當中包括不興建車站站舍，不設站員駐守，月台長度較短等。本站即屬其一。
只設有側式月台1個，為1面1線的月台配置，有效長度為4輛，其中往壬生川站方向約1節的長度為後來加建，以角鐵及鋼板所建成，列車不能在此站交換。月台出入口設於末端向壬生川站方向，為無障礙斜道，並只在中央部份設有小型有蓋候車室1座及數個候車座位，也未有設置自動售票機。月台的寬度相對較窄，特急列車通過時不宜待留在月台上。
列車靠站時，下行往松山方向為左側開門，上行往伊予西條方向則為右側開門。

### 月台配置
| 路線    | 方向 | 目的地                             |
| ------- | ---- | ---------------------------------- |
| ■予讚線 | 上行 | 伊予西條、觀音寺、多度津、高松方向 |
| ■予讚線 | 下行 | 今治、松山、伊予市方向             |

## 歷史
- 1963年2月1日：開業。
- 1987年4月1日：日本國鐵分割民營化，車站經營權由JR四國繼承。

## 相鄰車站
四國旅客鐵道（JR四國）
■予讚線
伊予小松（Y34）－玉之江（Y35）－壬生川（Y36）